# 瀬木直貴
瀬木 直貴（せぎ なおき、1963年 - ）は、日本の映画監督、TV・CFディレクター。三重県四日市市出身。三重県立四日市高等学校、立命館大学文学部卒業。みえの国観光大使・四日市市観光大使・明和町観光大使・福島県しゃくなげ大使・宇佐市観光交流特別大使。2008年市制111周年記念 四日市市民文化奨励賞受賞。

## 人物
立命館大学文学部日本史学専攻在学中、京都東映太秦映画村でアルバイトをしたことがきっかけで映画の世界に興味を持つようになった。1987年大学卒業後、映像制作プロダクションに就職。その後映画監督の道を志し退社した。
退社後は市川崑監督作品制作などに参加。演出家、ディレクターとしての修行を重ね、2000年映画制作会社ソウルボートプロダクションを設立し、現在に至る。

## 作品

### 映画
- 菜の花（監督、1996年）文化庁優秀映画作品・教育映画祭優秀作品賞
- お〜い!（監督、1997年）
- 坂の上のマリア（監督・脚本、2001年）
- いずれの森か青き海（監督・脚本、2003年）
- 千年火（監督、2004年）第十一回京都キンダーフィルムフェスティバルグランプリ受賞
- Watch with Me -卒業写真-（監督、2007年）
- KIZUKI（監督・脚本、2008年）
- 春色のスープ（監督、2008年）
- ラーメン侍（監督、2011年）
- グッドラック〜恋結びの里〜（監督、2012年）
- ROUTE42（監督、2012年）
- カラアゲ☆USA（監督、2014年）
- マザーレイク（監督、2016年）
- 恋のしずく（監督、2018年[8][9][10]）
- いのちスケッチ（監督、2019年）
- 光を追いかけて（プロデューサー、2021年）
- ALIVEHOON アライブフーン（プロデューサー、2022年）
- スパイスより愛を込めて。（監督、2023年）